# レディ・マニッシュ
『レディ・マニッシュ』は、深井結己の漫画作品。宙出版から2002年9月に発売された。

## 収録作品
- レディ・マニッシュ
- セカンドキス（恋愛白書スタート! 2001年8月号）
- 10years after（恋愛白書スタート! 2001年7月号）
- コ・コ・ロ・ト・バ・シ・テ（恋愛白書スタート! 2001年10月号）
- イヴまで待てない（恋愛白書スタート! 2001年12月号）